# مؤسسة التراث القومي

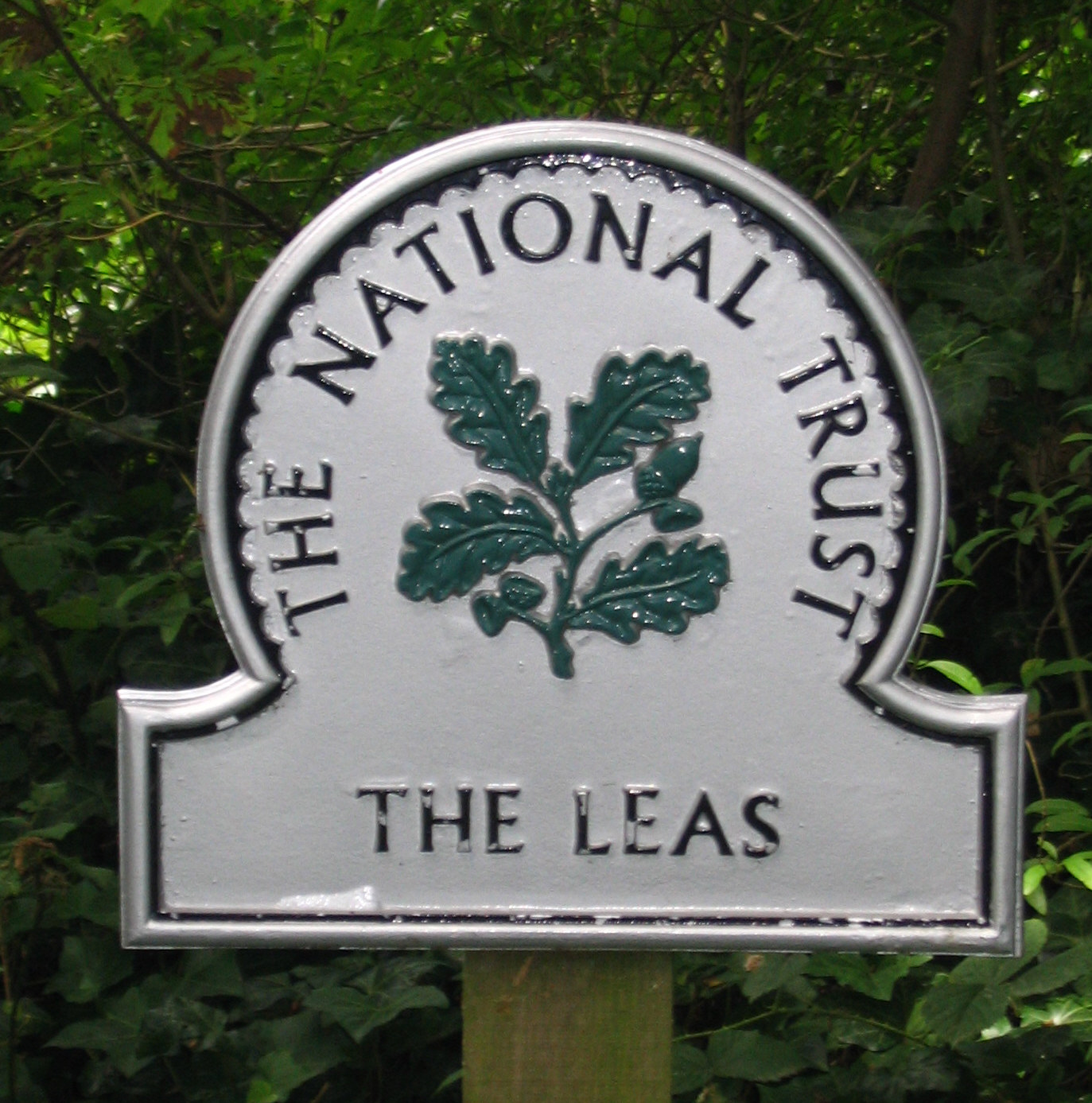

مؤسسة التراث القومي أو ناشونال تراست National Trust هي هيئة تعني بحفظ وحماية المناطق الطبيعية الجميلة، أو المباني التاريخية، أو الفنية الهامة في إنجلترا وويلز وأيرلندة الشمالية.
تأسست عام 1894.

## وصلات خارجية
- مؤسسة التراث القومي على موقع الموسوعة البريطانية (الإنجليزية)
- موقع مؤسسة التراث القومي